# Saint-Ignace-de-Stanbridge
Saint-Ignace-de-Stanbridge är en kommun i provinsen Québec i Kanada. Den ligger i regionen Estrie, i den sydöstra delen av landet, 220 km öster om huvudstaden Ottawa. Antalet invånare var 677 vid folkräkningen 2021. Landarean är 69 kvadratkilometer.